# Fosforibosilamminoimidazolocarbossammide formiltransferasi
La fosforibosilamminoimidazolocarbossammide formiltransferasi è un enzima appartenente alla classe delle transferasi, che catalizza la seguente reazione:
10-formiltetraidrofolato + 5-ammino-1-(5-fosfo-D-ribosil)imidazolo-4-carbossammide ⇄ tetraidrofolato + 5-formammido-1-(5-fosfo-D-ribosil)imidazolo-4-carbossammide